# Dobieszów, Głubczycki

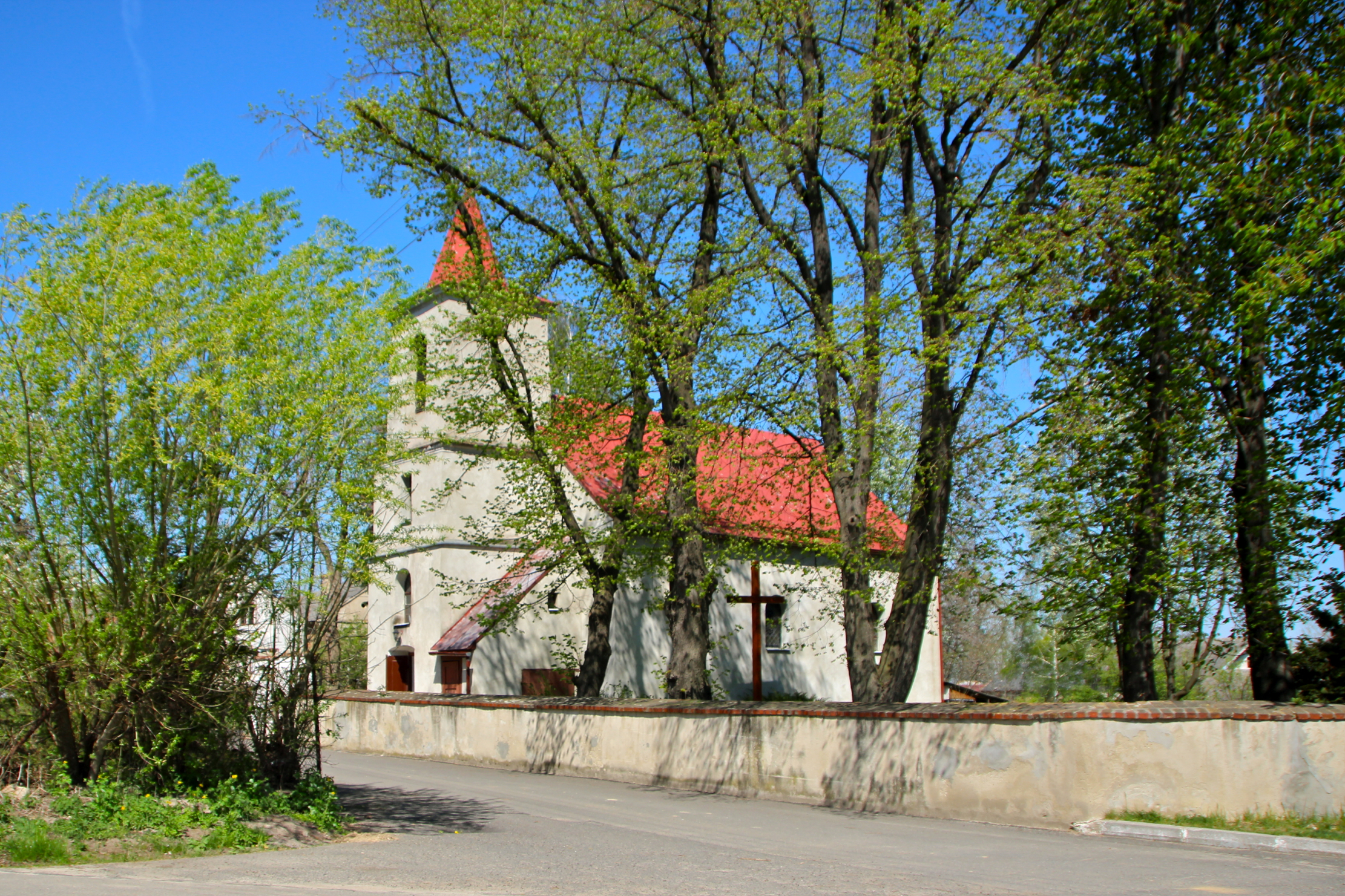
Nhà thờ Đức Trinh Nữ Maria Vô nhiễm Nguyên tội

Dobieszów (Dobešovy hay Dobersdorf) là một ngôi làng ở Ba Lan thuộc xã Głubczyce, Głubczycki, Opolskie. Ngôi làng nằm ở hướng đông nam Dãy núi Opawskie.
Từ năm 1975 đến năm 1998, thị trấn thuộc địa phận hành chính của Opolskie.
Năm 1945, một tháp canh cho Lực lượng Bảo vệ Biên giới được dựng lên ở Dobieszów.
Ngôi làng nằm trong thị trấn Prudnik, thuộc Khu Cảnh quan Mokre - Lewice được Bảo vệ.

## Tên
Heinrich Adamy, một nhà ngôn ngữ học người Đức, nhắc đến tên ban đầu của ngôi làng là "Dociągów", mang ý nghĩa của nó là Noch dazu genommener, angesugter Ort trong danh sách các địa danh của mình ở Śląsk năm 1888 tại Wrocław. Sau này, tên của ngôi làng phiên âm Đức thành Dobersdorf và mất đi ý nghĩa ban đầu của nó.

## Lịch sử
Trong cuộc bầu cử ở Thượng Śląsk có 310 người ở Dobieszów tham gia và thu về 303 phiếu được bầu (khoảng 97,7% số phiếu) hợp lệ và tất cả đều bỏ phiếu cho Đức.

## Di tích
Theo sổ đăng ký của Viện Di sản Quốc gia, danh sách các di tích bao gồm:
- nhà thờ  Đức Trinh Nữ Maria Vô Nhiễm Nguyên Tội, từ thế kỷ 16, 1740, từ giữa thế kỷ 19.
- nhà số 42, từ giữa thế kỷ 19